# Francesco Zabarella
Francesco Zabarella (født 10. august 1360, død 26. september 1417) var en italiensk retslærd og kardinal. Zabarella virkede nogle år i Firenze, men blev i 1390 universitetslærer i sin fødeby Padova. I 1410 blev han biskop i Firenze og året efter Kardinal. Zabarella deltog i koncilerne i Pisa 1409 og i Konstanz 1414 ff. Navnlig i Konstanz spillede Zabarella en betydelig rolle både i pavespørgsmålene og i processen mod Jan Hus og Hieronymus af Prag. Han har skrevet en række skrifter om kirkeretten.
- Consilia, udgave fra 1490
- Francesco Zabarellas grav